# Juwilejnyj-Stadion
Das Juwilejnyj-Stadion (ukrainisch Стадіо́н Ювіле́йний, russisch Стадион Юбилейный, deutsch Jubiläums-Stadion Stadion Jubileiny) ist ein Fußballstadion in der ukrainischen Stadt Sumy im gleichnamigen Oblast.

## Geschichte
Das Juwilejnyj-Stadion wurde von 1999 bis 2001 erbaut, um das 1989 abgerissene Spartak-Stadion zu ersetzen. Der Name der Anlage geht auf den 10. Jahrestag der Unabhängigkeit der Ukraine von der Sowjetunion im Jahr 1991 und im Hinblick auf den 350. Jahrestag der Gründung der Stadt Sumy (Gründung 1652) zurück. Es ist die Heimspielstätte des Fußballvereins PFC Sumy und bietet 25.830 Plätze. Auch andere Mannschaften wie der FC Spartak Sumy (2001–2006), FK Charkiw (Saison 2008/09) und Olimpik Donezk (August bis Dezember 2016) waren vorübergehende Nutzer des Stadions.
Am 11. Juli 2009 wurde im Stadion von Sumy das Spiel um den ukrainischen Fußball-Supercup zwischen Dynamo Kiew und Worskla Poltawa (0:0 n. V., 4:2 i. E.) ausgetragen. Zwei Jahre später fand am 25. Mai 2011 das Endspiel im ukrainischen Fußballpokal im Juwilejnyj-Stadion statt. Schachtar Donezk gewann mit 2:0 gegen Dynamo Kiew.